# Akcja purimowa
Akcja purimowa została przeprowadzona 21 marca 1943 roku w dniu żydowskiego święta Purim (14 dzień miesiąca adar według kalendarza żydowskiego). Z obozu pracy przymusowej dla Żydów w Tomaszowie Mazowieckim naziści zabrali do samochodu 21 osób pochodzenia żydowskiego, wywieźli na cmentarz żydowski i tam wszystkich zastrzelili. 
Święto Purim, które ma charakter wesoły i karnawałowy, jest obchodzone nawet przez Żydów nieortodoksyjnych. Uczestnicy przebierają się w kostiumy, zakładają maski, często mężczyźni i chłopcy przywdziewają kobiece ubiory, a kobiety i dziewczęta męskie. Tradycyjnie dzieci chodzą od domu do domu i odgrywają przedstawienie purimowe. Eksterminacyjna akcja purimowa przebiegała tuż przed obchodami święta. 
Obyczaj żydowski nakazuje spełniać w święto Purim dobre uczynki. Niemieckie władze wyraziły zgodę na zorganizowanie święta. Hitlerowcy przygotowali zawczasu listę 21 osób przeznaczonych do eksterminacji (liczba 21 wzięła się stąd, że święto purim przypadało w danym roku na dzień 21 marca). Na tej liście znaleźli się ostatni przedstawiciele miejscowej inteligencji żydowskiej (większość wykształconych Żydów tomaszowskich została zamordowana w kilku akcjach eksterminacyjnych w roku 1942). Funkcjonariusze Schupo wywieźli ich samochodem ciężarowym ma cmentarz żydowski w Tomaszowie Mazowieckim. Tam zastrzelili wszystkich i pochowali w zbiorowej mogile. Dwie kobiety, zdając sobie sprawę z tego, co je czeka, próbowały uciekać.    
Podczas akcji purimowej zabito kilkunastu przedstawicieli inteligencji żydowskiej i ich najbliższych krewnych. 

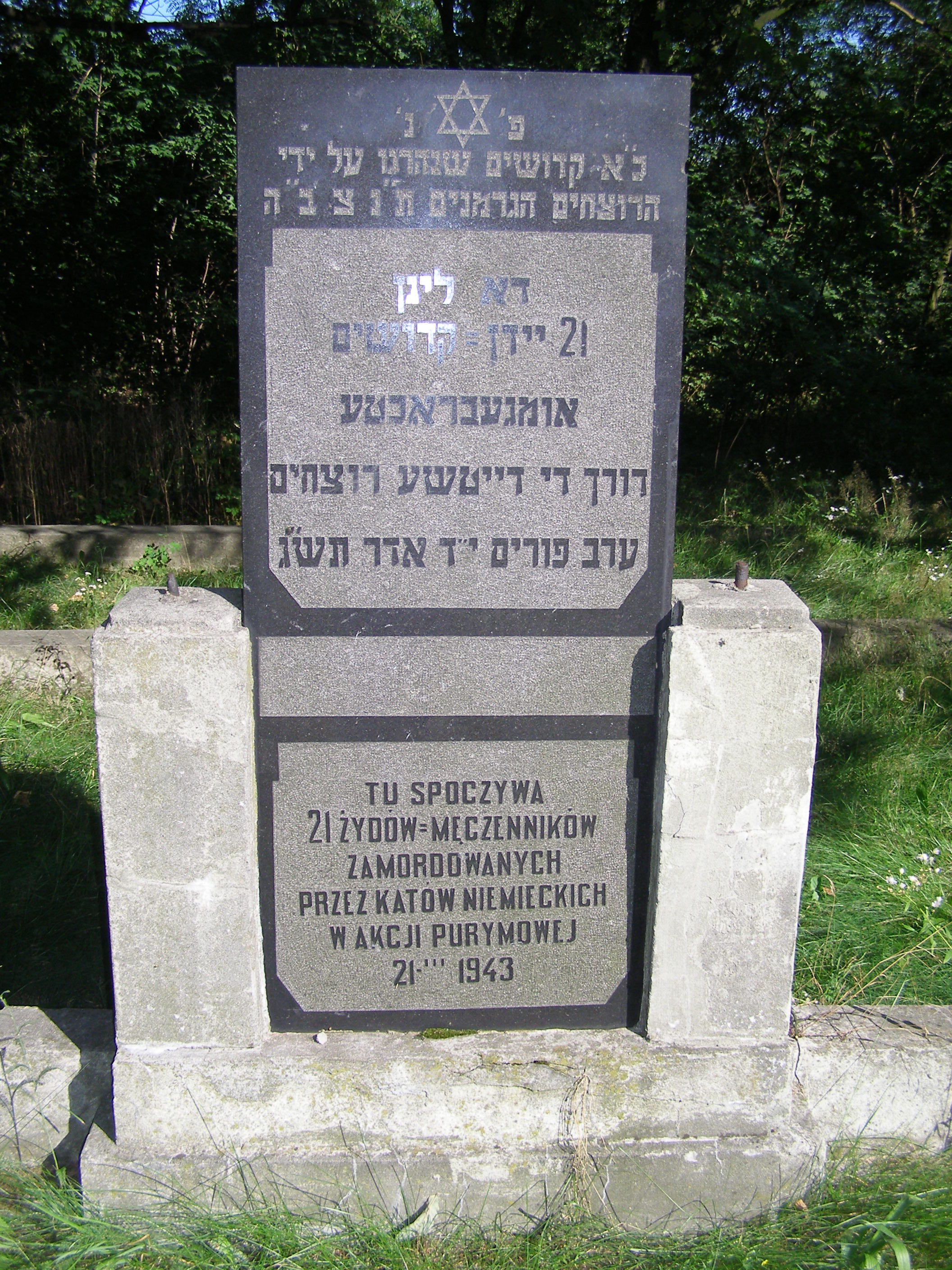
Pomnik 21 Żydów zamordowanych na cmentarzu żydowskim w Tomaszowie Mazowieckim podczas akcji purimowej 21 marca 1943 roku

## Żydzi zamordowani podczas akcji purimowej
- dr Motel Kenighajt, lekarz, i jego żona;
- Hilel Kościuszko, działacz społeczny i związkowy;
- Józef Kozłowski, inżynier;
- dr Efroim Mordkowicz, lekarz chirurg, i jego córka Krisza ("Ryszarda") mająca 9 lat;
- Menasze Mordkowicz, brat-bliźniak Efroima, krawiec, jego 19-letnia córka Raca („Renia”) i piętnastoletni syn Alter („Arek”);
- dr Izaak Nissenbaum, lekarz;
- dr Guta Wein, dentystka, z mężem inżynierem i córką,
- Ignacy Rajgrodzki (1914-1943), adwokat, z żoną Ittą Jadwigą z Breslerów,
- pielęgniarka Frania.

## Monument ku pamięci pomordowanych
Na cmentarzu żydowskim w Tomaszowie Mazowieckim znajduje się tablica pamiątkowa ku czci 21 Żydów pomordowanych podczas akcji purim, na której figuruje data 21 III 1943 r. Tablica ta została wystawiona w roku 1947, cztery lata po akcji eksterminacyjnej.